# Estação Constitución (Metro de Buenos Aires)
A Estação Constitución é uma das estações do Metro de Buenos Aires, situada em Buenos Aires, seguida da Estação San Juan. É uma das estações terminais da Linha C.
Foi inaugurada em 09 de novembro de 1934. Localiza-se no cruzamento da Avenida Juan de Garay com a Rua Lima. Atende o bairro de Constitución.